# FlexOS
FlexOS va ser un sistema operatiu de temps real desenvolupat a finals dels anys 1980 per Digital Research a partir del DOS 286.

## «Separats al néixer»
Una versió personalitzada del DOS 286 per a caixes enregistradores i terminals de punt de venda es va vendre a l'IBM el 1986 i es va convertir en el sistema operatiu IBM 4680. Aquest sistema operatiu, està encara en producció, rebatejat com IBM 4690, però el lloc web d'IBM no diu res sobre l'«ascendència» del seu producte.

## Requisits del sistema
- Ordinador personal IBM PC/AT o «clon» 100% compatible;
- Un disc dur de 20 o 30 MiB amb un màxim de 4 particions;
- Una unitat de disc de 5 1/4" amb 1,2 MiB (densitat quàdruple);
- Un port sèrie (COM1);
- Un port paral·lel (PRN);
- 1,1 MB de RAM (512 KiB + 512 KiB + 128 KiB);
- Un monitor CGA (només en mode monocrom) o Enhanced Graphics Adapter (només en baixa resolució)